# Loculi
Loculi – miejscowość i gmina we Włoszech, w regionie Sardynia, w prowincji Nuoro. Graniczy z Galtellì, Irgoli i Lula.
Według danych na rok 2004 gminę zamieszkiwało 525 osób, 13,8 os./km².